# 巴西龍
巴西龍（學名："Brasileosaurus"）是一組稀疏的化石匯集的總稱，並被認為是不確學名（Nomen vanum），即這些化石可能無法被鑑定。這些化石被推測是屬於一種非恐龍的主龍類動物所有。
模式種是B. pachecoi，是在1931年由德國古生物學家弗雷德里克·馮·休尼（Friedrich von Huene）所敘述、命名。

## 外部連結
- http://web.me.com/dinoruss/de_4/5a7f7b8.htm （页面存档备份，存于）
- https://web.archive.org/web/20060519104241/http://www.dinosauria.com/dml/genera.htm